# Rhineceps
Rhineceps is een geslacht van uitgestorven temnospondyle Batrachomorpha (basale 'amfibieën') binnen de familie Rhinesuchidae. Rhineceps werd gevonden in het noorden van Malawi (voorheen Nyasaland) in Zuid-Afrika, alleen bekend van zijn typesoort Rhineceps nyasaensis. Rhineceps was een (256-258 miljoen jaar geleden) semi-aquatische carnivoor uit het Laat-Perm, die leefde in beken, rivieren, meren of lagunes. Rhineceps is een vroeg afsplitsende stereopondyl binnen de Rhinesuchidae, die slechts leefde in het Laat-Perm (Lopingien) en de Perm-Trias-massa-extinctie niet overleefde, in tegenstelling tot andere stereospondyle families.

## Geschiedenis
Rhineceps werd oorspronkelijk ontdekt in de Upper Bone Beds van de Chiweta Beds, North Waller Area in Noord-Malawi. Het fossiel werd voor het eerst beschreven en benoemd door Sidney Henry Haughton in 1926, waarbij hij het fossiel van een linkeronderkaaktak van Rhineceps nyasaensis beschrijft als een soort van het geslacht Rhinesuchus vanwege de gelijkenis met de fossielen van Rhinesuchus whaitsi. Dit was het holotype SAM 7866. David Meredith Seares Watson stelde later in een brief aan Parrington vast dat het oorspronkelijke fossiel eigenlijk het voorste uiteinde van een rechtertak was en niet een linkertak. Watson beschreef in 1962 nieuw gevonden fossielen uit dezelfde plaats die door Francis Rex Parrington waren verzameld als fossielen van Rhineceps nyasaensis en stelde vast dat ze van hetzelfde individu waren. Het gaat om het specimen UMZC T.259, een schedel en verdere delen van de onderkaken. Watson plaatste ook Rhineceps nyasaensis als soort van een nieuw geslacht Rhineceps dat zich onderscheidt van andere Rhinesuchus-soorten. De naam betekent 'raspkaak', een verwijzing naar de vele tandjes op het verhemelte.

## Beschrijving en paleobiologie
Rhineceps was een middelgrote, semi-aquatische, carnivore, basale stereospondyl uit het Lopingien van Malawi. Hij leefde in zoetwateromgevingen, waaronder rivieren, meren en lagunes, waar hij voornamelijk vis at. Stereospondylen werden historisch vergeleken met hedendaagse krokodilachtigen en gigantische salamanders vanwege hun vergelijkbare positie als zoetwaterroofdieren. Ze bestonden echter waarschijnlijk in een niche die uniek is en onafhankelijk is van krokodilachtigen en gigantische salamanders. Deze nicheverschillen worden afgeleid uit craniale spanning en structurele patronen samen met labyrinthodontie (labyrintodontie verwijst naar het insluiting van glazuur en dentine in een tand). De morfologie van Rhineceps beperkt dus waarschijnlijk zijn vermogen om te jagen op specifieke manieren als krokodillen en gigantische salamanders. Rhineceps gebruikte zijn unieke morfologie ook om prooien te vangen, waaronder zijn sterke krachtige beet en zijn palatale tandenrij om vissen in zijn kaak te grijpen en vast te houden. Veel temnospondylen, waaronder Rhineceps, deelden waarschijnlijk bepaalde fysiologische kenmerken met moderne amfibieën die niet direct in het fossielenarchief kunnen worden waargenomen. Rhineceps bezat waarschijnlijk een verhoogde fenotypische plasticiteit bij juvenielen, zoals te zien is bij moderne amfibieën. Door deze plasticiteit konden fysiologische veranderingen tijdens het leven van een organisme de morfologie tijdens de ontwikkeling veranderen in specifieke en verschillende ervaren omgevingsfactoren. Plasticiteit was een middel voor stereospondylen om adaptief uit te stralen naar veel verschillende soorten en niches. Rhineceps was net als andere temnospondylen een ecologische indicatorsoort zoals moderne amfibieën, en was dus waarschijnlijk gevoelig voor chemische veranderingen, UV-straling en andere mutagene stoffen binnen het ecosysteem.
Rhineceps was net als andere stereospondylen het resultaat van evolutionair gigantisme dat resulteerde in een onvolgroeide metamorfose met weinig morfologische verschillen tussen volwassenen en larven. Metamorfose ging waarschijnlijk bij stereospondylen verloren, omdat extreme fenotypische plasticiteit omgevingsacclimatisering mogelijk maakte door veranderingen in morfologie zonder dat een binaire ontwikkelingsgeschiedenis met larvale en volwassen stadia nodig was. Dit leidde uiteindelijk tot neotenie waarbij het larvale stadium morfologisch erg lijkt op het volwassen stadium. Stereospondylen waaronder Rhineceps, hadden slechts geleidelijke veranderingen tussen juveniele en volwassen stadia, en hun fossielen suggereren niet de aanwezigheid van enige vorm van metamorfose, groot of klein. Er wordt meer ambiguïteit gecreëerd omdat stereospondylen, waaronder Rhineceps, kenmerken hadden die traditioneel worden geassocieerd met metamorfose, waaronder amfibische dermale putjes.

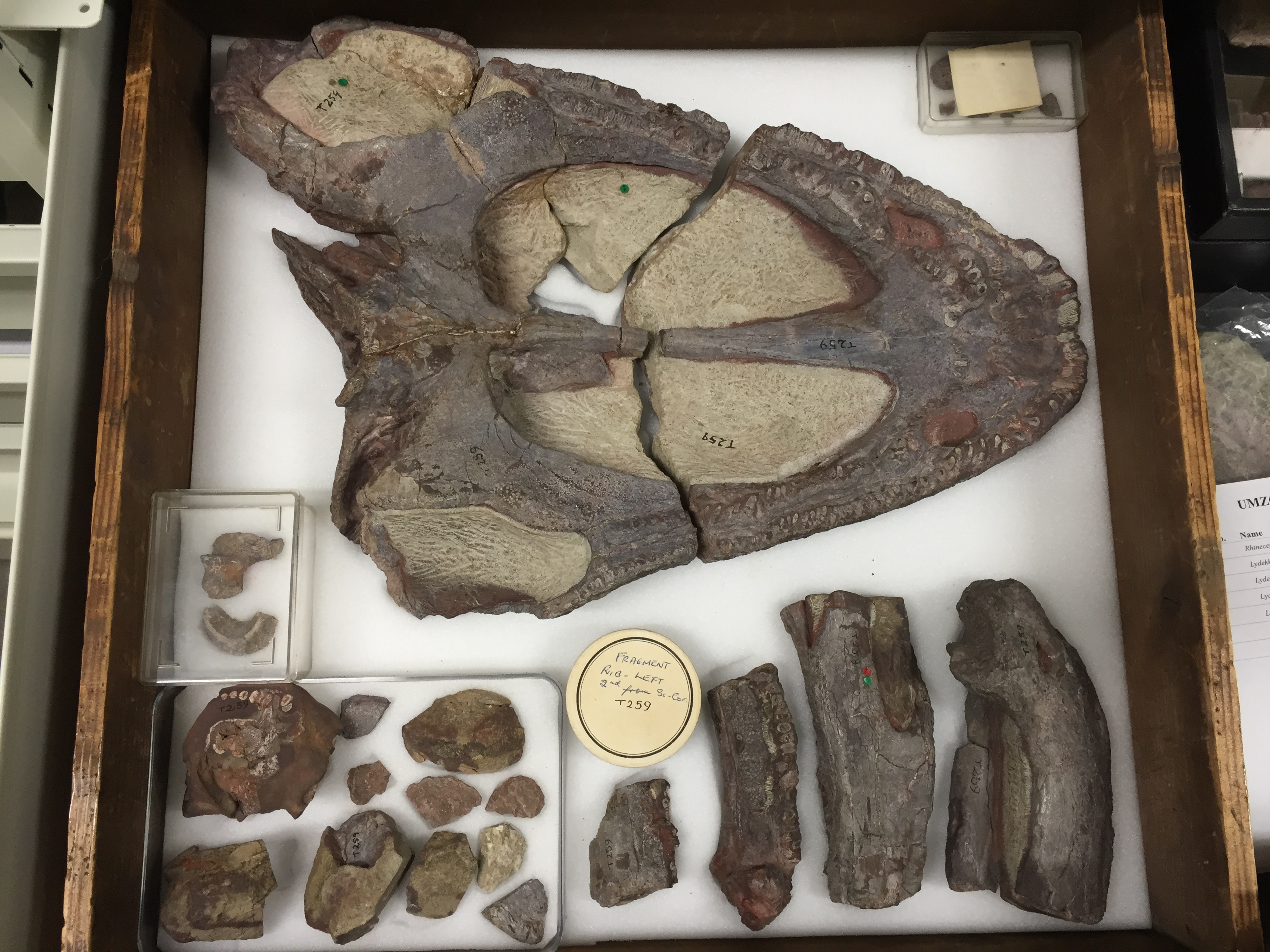
Alle bekende fossielen samen in een laatje

De aanwezigheid van de typen kieuwen bij temnospondylen was grotendeels moeilijk te bepalen vanwege tegenstrijdige interpretatie van osteologisch bewijs. Fylogenetische informatie heeft ook geleid tot onzekerheid over waar externe kieuwen zijn geëvolueerd en interne kieuwen verloren zijn gegaan. De evolutionaire verklaring voor deze contradictie die bekend staat als Bystrow's Paradox is dat temnospondylen zowel interne als externe kieuwen hadden, met externe kieuwen die alleen aanwezig zijn bij larven en interne kieuwen die homoloog zijn met Osteichthyes (beenvissen), kieuwen die later moderne amfibische kieuwen zouden worden. Rhineceps-larven hadden waarschijnlijk externe kieuwen en volwassen Rhineceps hadden interne kieuwen, hoewel dit moeilijk te bevestigen is gezien het gebrek aan bewijs voor metamorfose bij stereospondylen.
Rhineceps als een temnospondyl bezit diagnostische temnospondyle kenmerken, waaronder brede ploegschaarbeenderen, grote en ronde interpterygoïde vensters, otische inkepingen, contact tussen postpareïtale en exoccipitale schedelbotten, en een stijgbeugel die articuleert met de parasphenoïde. Rhineceps-fossielen onderscheiden zich van andere rhinesuchiërs door de volgende kenmerken: de aanwezigheid van een uitholling op het ploegschaarbeen, onmiddellijk voorafgaand aan het cultriforme uitsteeksel van de parasphenoïde; ectopterygoïden met vergrote slagtanden aan hun voorste uiteinde; de dwarsrij tanden op het ploegschaarbeen kromt bol van voren, de gewrichtsknobbels van het quadratum steken uit achter de punt van de tabulaire hoorns; ploegschaarbeenderen met een continu verhoogd veld van tandjes; parasphenoïde plaat breder dan lang; goed ontwikkelde overdwars brede 'pockets'; intern venster tussen neusgaten en premaxillae; onderkaak met twee voorste meckeliaanse foraminae; foramen chordatympanicum gelegen op de beennaad tussen het articulare en het prearticulare.

## Geologische en paleomilieu-informatie
Rhineceps werd gevonden in de Zuid-Afrikaanse Karoosupergroep, een groep afzettingsgesteenten die zich uitstrekt van het Carboon tot het Jura. Deze sedimentlagen zijn ontstaan uit sediment dat afkomstig is van meren en rivieren in de buurt van de Gondwanide bergen op het continent Gondwana. Rhineceps werd gevonden in de Upper Bone Beds van de Chiweta-bedden in de North Waller Area in Noord-Malawi, in Zuid-Centraal-Afrika. De afzettingsgesteenten van de Chiweta-bedden zijn afkomstig van voornamelijk riviersedimenten die vaak fossiele botten bevatten omringd door pedogene carbonaten. Het lacustriene (uit het meer afgeleide) sediment bevat geen bot, maar bevat in plaats daarvan stuifmeel dat werd gebruikt om de ouderdom van de Chiweta-bedden te bepalen op minder dan 263 miljoen jaar geleden. De overlapping van stratigrafische reeksen van specifieke therapside taxa plaatst de Cistecephalus Assemblage Zone in de Chiweta-bedden (de zone waar Rhineceps werd gevonden) binnen 256-258 miljoen jaar geleden.
Rhineceps leefde tijdens het Laat-Perm (256-258 miljoen jaar geleden) in het noorden van Malawi. De ecosystemen van zuidelijk Afrika waren voornamelijk tropisch en werden gedomineerd door vele rivieren en riviersystemen. Terrestrische ecosystemen worden gedomineerd door therapsiden en rivierecosystemen worden gedomineerd door vissen en in het water levende carnivore temnospondylen. Het Laat-Perm wordt ook gekenmerkt door een afname van de biodiversiteit die het aantal bestaande geslachten en soorten beperkte. De meeste groepen temnospondylen die op het land voorkwamen, stierven uit en bijgevolg waren stereospondylen de enige temnospondylen die in het Laat-Perm en het Vroeg-Trias overleefden door zich aan te passen aan een grotendeels of volledig aquatische levensstijl. De ecosystemen waarin Rhineceps leefde, hebben aanzienlijke ecologische veranderingen ondergaan, waardoor de biodiversiteit afneemt vóór de traditionele datum voor het Perm-Trias massale uitstervingsproces (252 miljoen jaar geleden), waarschijnlijk veroorzaakt door wereldwijde afkoeling en groeiende gletsjers aan het einde van het Guadalupien (einde van het midden van het Perm).

## Classificatie
Rhineceps behoort tot de familie Rhinesuchidae, die binnen de clade Stereospondyli (een temnospondyle clade) valt. Tot voor kort hebben zowel morfologie, historische plaatsing als fylogenetische analyse Rhineceps als een zustergroep van Rhinesuchus binnen Rhinesuchinae geplaatst, een vroeg divergerende groep van Rhinesuchidae.
|             | Rhineceps                                                                      |
|             |                                                                                |
| Rhinesuchus | \| \| Rhinesuchus Broomianus \| \| \| \| \| \| Rhinesuchus whaitsi \| \| \| \| |
|             | \| \| Rhinesuchus Broomianus \| \| \| \| \| \| Rhinesuchus whaitsi \| \| \| \| |
|             | Rhinesuchus Broomianus                                                         |
|             |                                                                                |
|             | Rhinesuchus whaitsi                                                            |
|             |                                                                                |

|  | Rhinesuchus Broomianus |
|  |                        |
|  | Rhinesuchus whaitsi    |
|  |                        |

|  | Broomistega putterelli                                                                         |
|  |                                                                                                |
|  | \| \| Australerpeton \| \| \| \| \| \| Serra de Cadeado short-snouted temnospondyl \| \| \| \| |
|  |                                                                                                |
|  | Australerpeton                                                                                 |
|  |                                                                                                |
|  | Serra de Cadeado short-snouted temnospondyl                                                    |
|  |                                                                                                |

|  | Australerpeton                              |
|  |                                             |
|  | Serra de Cadeado short-snouted temnospondyl |
|  |                                             |

|  | BP-1-4473                                                                           |
|  |                                                                                     |
|  | \| \| ‘Rhinesuchus’ capensis \| \| \| \| \| \| Rhinesuchoides tenuiceps \| \| \| \| |
|  |                                                                                     |
|  | ‘Rhinesuchus’ capensis                                                              |
|  |                                                                                     |
|  | Rhinesuchoides tenuiceps                                                            |
|  |                                                                                     |

|  | ‘Rhinesuchus’ capensis   |
|  |                          |
|  | Rhinesuchoides tenuiceps |
|  |                          |

|  | BP-1-4473                                                                           |
|  |                                                                                     |
|  | \| \| ‘Rhinesuchus’ capensis \| \| \| \| \| \| Rhinesuchoides tenuiceps \| \| \| \| |
|  |                                                                                     |
|  | ‘Rhinesuchus’ capensis                                                              |
|  |                                                                                     |
|  | Rhinesuchoides tenuiceps                                                            |
|  |                                                                                     |

|  | ‘Rhinesuchus’ capensis   |
|  |                          |
|  | Rhinesuchoides tenuiceps |
|  |                          |

|  | Broomistega putterelli                                                                         |
|  |                                                                                                |
|  | \| \| Australerpeton \| \| \| \| \| \| Serra de Cadeado short-snouted temnospondyl \| \| \| \| |
|  |                                                                                                |
|  | Australerpeton                                                                                 |
|  |                                                                                                |
|  | Serra de Cadeado short-snouted temnospondyl                                                    |
|  |                                                                                                |

|  | Australerpeton                              |
|  |                                             |
|  | Serra de Cadeado short-snouted temnospondyl |
|  |                                             |

|  | BP-1-4473                                                                           |
|  |                                                                                     |
|  | \| \| ‘Rhinesuchus’ capensis \| \| \| \| \| \| Rhinesuchoides tenuiceps \| \| \| \| |
|  |                                                                                     |
|  | ‘Rhinesuchus’ capensis                                                              |
|  |                                                                                     |
|  | Rhinesuchoides tenuiceps                                                            |
|  |                                                                                     |

|  | ‘Rhinesuchus’ capensis   |
|  |                          |
|  | Rhinesuchoides tenuiceps |
|  |                          |

|  | BP-1-4473                                                                           |
|  |                                                                                     |
|  | \| \| ‘Rhinesuchus’ capensis \| \| \| \| \| \| Rhinesuchoides tenuiceps \| \| \| \| |
|  |                                                                                     |
|  | ‘Rhinesuchus’ capensis                                                              |
|  |                                                                                     |
|  | Rhinesuchoides tenuiceps                                                            |
|  |                                                                                     |

|  | ‘Rhinesuchus’ capensis   |
|  |                          |
|  | Rhinesuchoides tenuiceps |
|  |                          |

|  | Broomistega putterelli                                                                         |
|  |                                                                                                |
|  | \| \| Australerpeton \| \| \| \| \| \| Serra de Cadeado short-snouted temnospondyl \| \| \| \| |
|  |                                                                                                |
|  | Australerpeton                                                                                 |
|  |                                                                                                |
|  | Serra de Cadeado short-snouted temnospondyl                                                    |
|  |                                                                                                |

|  | Australerpeton                              |
|  |                                             |
|  | Serra de Cadeado short-snouted temnospondyl |
|  |                                             |

|  | BP-1-4473                                                                           |
|  |                                                                                     |
|  | \| \| ‘Rhinesuchus’ capensis \| \| \| \| \| \| Rhinesuchoides tenuiceps \| \| \| \| |
|  |                                                                                     |
|  | ‘Rhinesuchus’ capensis                                                              |
|  |                                                                                     |
|  | Rhinesuchoides tenuiceps                                                            |
|  |                                                                                     |

|  | ‘Rhinesuchus’ capensis   |
|  |                          |
|  | Rhinesuchoides tenuiceps |
|  |                          |

|  | BP-1-4473                                                                           |
|  |                                                                                     |
|  | \| \| ‘Rhinesuchus’ capensis \| \| \| \| \| \| Rhinesuchoides tenuiceps \| \| \| \| |
|  |                                                                                     |
|  | ‘Rhinesuchus’ capensis                                                              |
|  |                                                                                     |
|  | Rhinesuchoides tenuiceps                                                            |
|  |                                                                                     |

|  | ‘Rhinesuchus’ capensis   |
|  |                          |
|  | Rhinesuchoides tenuiceps |
|  |                          |

|  | Broomistega putterelli                                                                         |
|  |                                                                                                |
|  | \| \| Australerpeton \| \| \| \| \| \| Serra de Cadeado short-snouted temnospondyl \| \| \| \| |
|  |                                                                                                |
|  | Australerpeton                                                                                 |
|  |                                                                                                |
|  | Serra de Cadeado short-snouted temnospondyl                                                    |
|  |                                                                                                |

|  | Australerpeton                              |
|  |                                             |
|  | Serra de Cadeado short-snouted temnospondyl |
|  |                                             |

|  | BP-1-4473                                                                           |
|  |                                                                                     |
|  | \| \| ‘Rhinesuchus’ capensis \| \| \| \| \| \| Rhinesuchoides tenuiceps \| \| \| \| |
|  |                                                                                     |
|  | ‘Rhinesuchus’ capensis                                                              |
|  |                                                                                     |
|  | Rhinesuchoides tenuiceps                                                            |
|  |                                                                                     |

|  | ‘Rhinesuchus’ capensis   |
|  |                          |
|  | Rhinesuchoides tenuiceps |
|  |                          |

|  | BP-1-4473                                                                           |
|  |                                                                                     |
|  | \| \| ‘Rhinesuchus’ capensis \| \| \| \| \| \| Rhinesuchoides tenuiceps \| \| \| \| |
|  |                                                                                     |
|  | ‘Rhinesuchus’ capensis                                                              |
|  |                                                                                     |
|  | Rhinesuchoides tenuiceps                                                            |
|  |                                                                                     |

|  | ‘Rhinesuchus’ capensis   |
|  |                          |
|  | Rhinesuchoides tenuiceps |
|  |                          |

|             | Rhineceps                                                                      |
|             |                                                                                |
| Rhinesuchus | \| \| Rhinesuchus Broomianus \| \| \| \| \| \| Rhinesuchus whaitsi \| \| \| \| |
|             | \| \| Rhinesuchus Broomianus \| \| \| \| \| \| Rhinesuchus whaitsi \| \| \| \| |
|             | Rhinesuchus Broomianus                                                         |
|             |                                                                                |
|             | Rhinesuchus whaitsi                                                            |
|             |                                                                                |

|  | Rhinesuchus Broomianus |
|  |                        |
|  | Rhinesuchus whaitsi    |
|  |                        |

|  | Broomistega putterelli                                                                         |
|  |                                                                                                |
|  | \| \| Australerpeton \| \| \| \| \| \| Serra de Cadeado short-snouted temnospondyl \| \| \| \| |
|  |                                                                                                |
|  | Australerpeton                                                                                 |
|  |                                                                                                |
|  | Serra de Cadeado short-snouted temnospondyl                                                    |
|  |                                                                                                |

|  | Australerpeton                              |
|  |                                             |
|  | Serra de Cadeado short-snouted temnospondyl |
|  |                                             |

|  | BP-1-4473                                                                           |
|  |                                                                                     |
|  | \| \| ‘Rhinesuchus’ capensis \| \| \| \| \| \| Rhinesuchoides tenuiceps \| \| \| \| |
|  |                                                                                     |
|  | ‘Rhinesuchus’ capensis                                                              |
|  |                                                                                     |
|  | Rhinesuchoides tenuiceps                                                            |
|  |                                                                                     |

|  | ‘Rhinesuchus’ capensis   |
|  |                          |
|  | Rhinesuchoides tenuiceps |
|  |                          |

|  | BP-1-4473                                                                           |
|  |                                                                                     |
|  | \| \| ‘Rhinesuchus’ capensis \| \| \| \| \| \| Rhinesuchoides tenuiceps \| \| \| \| |
|  |                                                                                     |
|  | ‘Rhinesuchus’ capensis                                                              |
|  |                                                                                     |
|  | Rhinesuchoides tenuiceps                                                            |
|  |                                                                                     |

|  | ‘Rhinesuchus’ capensis   |
|  |                          |
|  | Rhinesuchoides tenuiceps |
|  |                          |

|  | Broomistega putterelli                                                                         |
|  |                                                                                                |
|  | \| \| Australerpeton \| \| \| \| \| \| Serra de Cadeado short-snouted temnospondyl \| \| \| \| |
|  |                                                                                                |
|  | Australerpeton                                                                                 |
|  |                                                                                                |
|  | Serra de Cadeado short-snouted temnospondyl                                                    |
|  |                                                                                                |

|  | Australerpeton                              |
|  |                                             |
|  | Serra de Cadeado short-snouted temnospondyl |
|  |                                             |

|  | BP-1-4473                                                                           |
|  |                                                                                     |
|  | \| \| ‘Rhinesuchus’ capensis \| \| \| \| \| \| Rhinesuchoides tenuiceps \| \| \| \| |
|  |                                                                                     |
|  | ‘Rhinesuchus’ capensis                                                              |
|  |                                                                                     |
|  | Rhinesuchoides tenuiceps                                                            |
|  |                                                                                     |

|  | ‘Rhinesuchus’ capensis   |
|  |                          |
|  | Rhinesuchoides tenuiceps |
|  |                          |

|  | BP-1-4473                                                                           |
|  |                                                                                     |
|  | \| \| ‘Rhinesuchus’ capensis \| \| \| \| \| \| Rhinesuchoides tenuiceps \| \| \| \| |
|  |                                                                                     |
|  | ‘Rhinesuchus’ capensis                                                              |
|  |                                                                                     |
|  | Rhinesuchoides tenuiceps                                                            |
|  |                                                                                     |

|  | ‘Rhinesuchus’ capensis   |
|  |                          |
|  | Rhinesuchoides tenuiceps |
|  |                          |

|  | Broomistega putterelli                                                                         |
|  |                                                                                                |
|  | \| \| Australerpeton \| \| \| \| \| \| Serra de Cadeado short-snouted temnospondyl \| \| \| \| |
|  |                                                                                                |
|  | Australerpeton                                                                                 |
|  |                                                                                                |
|  | Serra de Cadeado short-snouted temnospondyl                                                    |
|  |                                                                                                |

|  | Australerpeton                              |
|  |                                             |
|  | Serra de Cadeado short-snouted temnospondyl |
|  |                                             |

|  | BP-1-4473                                                                           |
|  |                                                                                     |
|  | \| \| ‘Rhinesuchus’ capensis \| \| \| \| \| \| Rhinesuchoides tenuiceps \| \| \| \| |
|  |                                                                                     |
|  | ‘Rhinesuchus’ capensis                                                              |
|  |                                                                                     |
|  | Rhinesuchoides tenuiceps                                                            |
|  |                                                                                     |

|  | ‘Rhinesuchus’ capensis   |
|  |                          |
|  | Rhinesuchoides tenuiceps |
|  |                          |

|  | BP-1-4473                                                                           |
|  |                                                                                     |
|  | \| \| ‘Rhinesuchus’ capensis \| \| \| \| \| \| Rhinesuchoides tenuiceps \| \| \| \| |
|  |                                                                                     |
|  | ‘Rhinesuchus’ capensis                                                              |
|  |                                                                                     |
|  | Rhinesuchoides tenuiceps                                                            |
|  |                                                                                     |

|  | ‘Rhinesuchus’ capensis   |
|  |                          |
|  | Rhinesuchoides tenuiceps |
|  |                          |

|  | Broomistega putterelli                                                                         |
|  |                                                                                                |
|  | \| \| Australerpeton \| \| \| \| \| \| Serra de Cadeado short-snouted temnospondyl \| \| \| \| |
|  |                                                                                                |
|  | Australerpeton                                                                                 |
|  |                                                                                                |
|  | Serra de Cadeado short-snouted temnospondyl                                                    |
|  |                                                                                                |

|  | Australerpeton                              |
|  |                                             |
|  | Serra de Cadeado short-snouted temnospondyl |
|  |                                             |

|  | BP-1-4473                                                                           |
|  |                                                                                     |
|  | \| \| ‘Rhinesuchus’ capensis \| \| \| \| \| \| Rhinesuchoides tenuiceps \| \| \| \| |
|  |                                                                                     |
|  | ‘Rhinesuchus’ capensis                                                              |
|  |                                                                                     |
|  | Rhinesuchoides tenuiceps                                                            |
|  |                                                                                     |

|  | ‘Rhinesuchus’ capensis   |
|  |                          |
|  | Rhinesuchoides tenuiceps |
|  |                          |

|  | BP-1-4473                                                                           |
|  |                                                                                     |
|  | \| \| ‘Rhinesuchus’ capensis \| \| \| \| \| \| Rhinesuchoides tenuiceps \| \| \| \| |
|  |                                                                                     |
|  | ‘Rhinesuchus’ capensis                                                              |
|  |                                                                                     |
|  | Rhinesuchoides tenuiceps                                                            |
|  |                                                                                     |

|  | ‘Rhinesuchus’ capensis   |
|  |                          |
|  | Rhinesuchoides tenuiceps |
|  |                          |

In 2017 creëerden Marsicano et al. een nieuwe fylogenie die Rhineceps als een zustergroep van Uranocentrodon plaatst in plaats van binnen Rhinesuchinae (wat niet langer een monofyletische groep is).
|  | Rhinesuchoides capensis  |
|  |                          |
|  | Rhinesuchoides tenuiceps |
|  |                          |

|  | Rhineceps      |
|  |                |
|  | Uranocentrodon |
|  |                |

|  | Broomistega                                                 |
|  |                                                             |
|  | \| \| Rhinesuchus \| \| \| \| \| \| Laccosaurus \| \| \| \| |
|  |                                                             |
|  | Rhinesuchus                                                 |
|  |                                                             |
|  | Laccosaurus                                                 |
|  |                                                             |

|  | Rhinesuchus |
|  |             |
|  | Laccosaurus |
|  |             |

|  | Rhineceps      |
|  |                |
|  | Uranocentrodon |
|  |                |

|  | Broomistega                                                 |
|  |                                                             |
|  | \| \| Rhinesuchus \| \| \| \| \| \| Laccosaurus \| \| \| \| |
|  |                                                             |
|  | Rhinesuchus                                                 |
|  |                                                             |
|  | Laccosaurus                                                 |
|  |                                                             |

|  | Rhinesuchus |
|  |             |
|  | Laccosaurus |
|  |             |

|  | Rhinesuchoides capensis  |
|  |                          |
|  | Rhinesuchoides tenuiceps |
|  |                          |

|  | Rhineceps      |
|  |                |
|  | Uranocentrodon |
|  |                |

|  | Broomistega                                                 |
|  |                                                             |
|  | \| \| Rhinesuchus \| \| \| \| \| \| Laccosaurus \| \| \| \| |
|  |                                                             |
|  | Rhinesuchus                                                 |
|  |                                                             |
|  | Laccosaurus                                                 |
|  |                                                             |

|  | Rhinesuchus |
|  |             |
|  | Laccosaurus |
|  |             |

|  | Rhineceps      |
|  |                |
|  | Uranocentrodon |
|  |                |

|  | Broomistega                                                 |
|  |                                                             |
|  | \| \| Rhinesuchus \| \| \| \| \| \| Laccosaurus \| \| \| \| |
|  |                                                             |
|  | Rhinesuchus                                                 |
|  |                                                             |
|  | Laccosaurus                                                 |
|  |                                                             |

|  | Rhinesuchus |
|  |             |
|  | Laccosaurus |
|  |             |

|  | Rhinesuchoides capensis  |
|  |                          |
|  | Rhinesuchoides tenuiceps |
|  |                          |

|  | Rhineceps      |
|  |                |
|  | Uranocentrodon |
|  |                |

|  | Broomistega                                                 |
|  |                                                             |
|  | \| \| Rhinesuchus \| \| \| \| \| \| Laccosaurus \| \| \| \| |
|  |                                                             |
|  | Rhinesuchus                                                 |
|  |                                                             |
|  | Laccosaurus                                                 |
|  |                                                             |

|  | Rhinesuchus |
|  |             |
|  | Laccosaurus |
|  |             |

|  | Rhineceps      |
|  |                |
|  | Uranocentrodon |
|  |                |

|  | Broomistega                                                 |
|  |                                                             |
|  | \| \| Rhinesuchus \| \| \| \| \| \| Laccosaurus \| \| \| \| |
|  |                                                             |
|  | Rhinesuchus                                                 |
|  |                                                             |
|  | Laccosaurus                                                 |
|  |                                                             |

|  | Rhinesuchus |
|  |             |
|  | Laccosaurus |
|  |             |

|  | Rhinesuchoides capensis  |
|  |                          |
|  | Rhinesuchoides tenuiceps |
|  |                          |

|  | Rhineceps      |
|  |                |
|  | Uranocentrodon |
|  |                |

|  | Broomistega                                                 |
|  |                                                             |
|  | \| \| Rhinesuchus \| \| \| \| \| \| Laccosaurus \| \| \| \| |
|  |                                                             |
|  | Rhinesuchus                                                 |
|  |                                                             |
|  | Laccosaurus                                                 |
|  |                                                             |

|  | Rhinesuchus |
|  |             |
|  | Laccosaurus |
|  |             |

|  | Rhineceps      |
|  |                |
|  | Uranocentrodon |
|  |                |

|  | Broomistega                                                 |
|  |                                                             |
|  | \| \| Rhinesuchus \| \| \| \| \| \| Laccosaurus \| \| \| \| |
|  |                                                             |
|  | Rhinesuchus                                                 |
|  |                                                             |
|  | Laccosaurus                                                 |
|  |                                                             |

|  | Rhinesuchus |
|  |             |
|  | Laccosaurus |
|  |             |

Deze discrepantie in het duidelijk beschrijven van fylogenetische relaties is waarschijnlijk te wijten aan de adaptieve radiatie van stereospondylomorfen die plaatsvond tijdens het Laat-Perm en het Vroeg-Trias. Terrestrische temnospondylen werden in deze periode weggevaagd, veroorzaakt door een selectiedruk voor semi-aquatische of volledig aquatische temnospondylen om in relatief korte tijd veel nieuwe niches te verwerven.